# ساعته وتاريخه (مسلسل)
ساعته وتاريخه هو مسلسل دراما مصري من إخراج عمرو سلامة و احمد صبحي  وبطولة هبة مجدي، أحمد صيام، محمد شاهين، مايان السيد ومحمود السراج، عرضت أول حلقة من المسلسل في 9 ديسمبر 2024 على قناة دي إم سي.

## نبذة
تدور الأحداث في إطار من التشويق والإثارة حول العديد من القضايا المهمة التي شهدتها المحاكم المصرية، وتتناول الدوافع والملابسات الخاصة بهذه القضايا في أجواء درامية مثيرة.